# Palmas (Tocantins)
Palmas es una ciudad y un municipio brasileño, capital del estado de Tocantins, en la región norte. Se localiza a orillas del río Tocantins, a una altitud de 230 metros sobre el nivel del mar. Su población estimada en julio de 2016 era de 279 856 habitantes. Es una de las ciudades más nuevas proyectadas para ser capital de Estado en Brasil. Fue inaugurada el día 1 de enero de 1990, a poco más de un año de creado el estado, que ocurrió el día 5 de octubre de 1988 con la entrada en vigor de la nueva Constitución de Brasil.
Demográficamente es la menor capital de Estado en  Brasil, con 279 856 habitantes, seguida de Boa Vista (326 419 habitantes) (Estimativas de julio de 2016 - IBGE).

## Clima
El clima de Palmas puede ser clasificado como clima tropical de sabana (Aw), de acuerdo con la clasificación climática de Köppen.

## Historia
Resultante de la división del estado de Goiás por la constitución de 1988, fue fundada el 20 de mayo de 1989, con la construcción de ciudad planificada. Fue instalada como capital el 1 de enero de 1990 y los poderes constituidos fueron transferidos de la capital provisoria, Miracema do Tocantins, ya que no había aún predios públicos para ocupar.

## Turismo
En los alrededores de Palmas, situada a unos 30 kilómetros, se encuentra la población ecoturística de Taquaruçu, famosa por su agradable clima y las muchas cascadas (cachoeiras) que rodean el valle en que se encuentra (como la Cachoeira do Roncador, de 90 metros de altura). Los habitantes de Palmas acuden frecuentemente para aliviarse de las altas temperaturas de la ciudad bañándose en las cascadas, practicando rappel, comiendo en los restaurantes de Taquaruçu, o asistiendo a los frecuentes conciertos y otros eventos culturales.
Un poco más distante se encuentra el parque natural de Jalapão, otro importante destino turístico de Tocantins.